# از مشروب پرهیز کن
«نوشابه رژیمی» (به انگلیسی: Diet Mountain Dew) ترانه‌ای از خواننده و ترانه‌سرای اهل ایالات متحده آمریکا لانا دل ری برای دومین آلبوم استودیویی او زاده‌شده برای مردن است که در ۱۳ ژوئن ۲۰۱۱ بعنوان اولین تک‌آهنگ تبلیغی آلبوم از طریق یونیورسال میوزیک گروپ منتشر شد.

## سابقه انتشار
لانا دل ری یک ویدئو صوتی از نسخه آزمایشی «نوشابه رژیمی» را از طریق کانال یوتیوب خود در ۱۳ ژوئن ۲۰۱۱ منتشر کرد.